# Csionin
A Csionin (知恩院, Hepburn-átírással: Chion-in) a legfontosabb japán buddhista templomok egyike Kiotó keleti részén, a dzsódo szekta alapítójának, Hónennek emlékére építtette 1234-ben egyik tanítványa; 1523 óta a szekta központja. 1607-ben azon templomok közé sorolták, amelyeknek csak császári sarj vagy udvari arisztokrata lehet az apátja. Különböző épületei többször leégtek, mai formájában 17. századi. Rengeteg műkincse között a Kanó-iskola remekei is megtalálhatók, kétszintes, zen stílusú díszkapuzata, a Szammon a legnagyobb e nemben, és nemzeti kincsnek számít. Híres fülemülepadlóit állítólag Hidari Dzsingoró készítette.

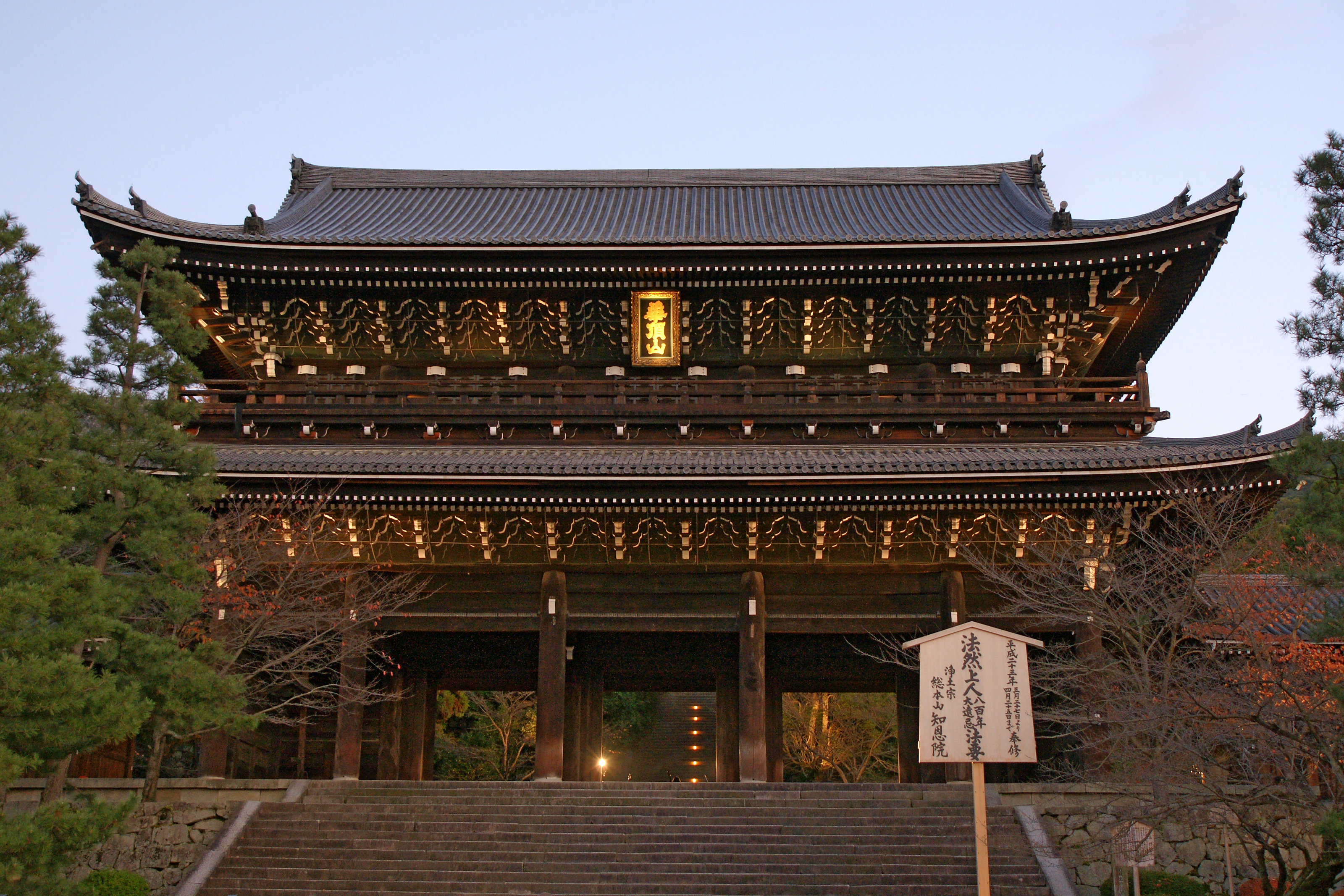
A Szammon